# Drew Gooden
Andrew Melvin „Drew“ Gooden (* 24. September 1981 in Oakland, Kalifornien) ist ein ehemaliger US-amerikanischer Basketballspieler, finnischer Abstammung, der zuletzt für die Washington Wizards aktiv war. Er ist 2,08 Meter groß und spielte hauptsächlich auf der Position des Power Forwards.

## Karriere

### College
Drew Gooden spielte ab der Saison 1999/2000 für die Kansas Jayhawks der University of Kansas. Dort bildete er mit Nick Collison und Kirk Hinrich ein vielversprechendes Trio. Während Drew Gooden in seiner Freshman-Saison noch in der 2. Runde des NCAA-Division-I-Basketball-Championship-Turniers ausschied, gelang den Jayhawks 2000/2001 der Einzug in die Sweet Sixteen (Achtelfinale). Am erfolgreichsten verlief seine Senior-Saison, in der die Jayhawks in das Final Four (Halbfinale) des NCAA-Turniers einzogen. Andrew Gooden wurde als „NABC Player of the Year“ ausgezeichnet und ihm zur Ehre wurde die Trikotnummer „0“ der Jayhawks zurückgezogen.

### NBA
In der NBA-Draft 2002 wurde Drew Gooden an 4. Stelle von den Memphis Grizzlies gewählt. Im Februar 2003 transferierten die Grizzlies Gooden und Gordan Giriček im Austausch für Mike Miller und Ryan Humphrey zu den Orlando Magic. Nach seinem ersten Profijahr wurde Gooden in das NBA All-Rookie First Team berufen. Im Juli 2004 wurde Andrew Gooden gemeinsam mit Steven Hunter und Anderson Varejão zu den Cleveland Cavaliers geschickt, die dafür Tony Battie abgaben. Bei den Cavaliers blieb Gooden dann bis 2008 eine feste Größe und erreichte dort seine größten Erfolge. So wurde er 2007 Meister der Eastern Conference und erreichte mit den Cavaliers somit das NBA-Finale. Im Februar 2008 wurde Drew Gooden als Teil eines elf Spieler und drei Mannschaften umfassenden Trades zu den Chicago Bulls transferiert. Ein Jahr später, im Februar 2009, wurde Drew Gooden mit Andrés Nocioni, Michael Ruffin und Cedric Simmons im Austausch mit Brad Miller und John Salmons transferiert und kam zu den Sacramento Kings. Nachdem er nur eine Partie für die Kings bestritten hatte, wechselte Gooden Anfang März des Jahres für den Rest der Saison zu den San Antonio Spurs.
Im Juli 2009 unterzeichnete er einen Vertrag bei den Dallas Mavericks.
Am 13. Februar 2010 wurde er zusammen mit Josh Howard, James Singleton und Quinton Ross für Caron Butler, Brendan Haywood und DeShawn Stevenson zu den Washington Wizards getradet. Für die Wizards absolvierte er jedoch kein Spiel.
Am 17. Februar wurde er im Rahmen eines Trades zwischen 3 Teams zu den Los Angeles Clippers getradet. Im Gegenzug wechselte Al Thornton nach Washington.
Am 1. Juli 2010 unterschrieb Gooden einen 5-Jahres-Vertrag bei den Milwaukee Bucks. Am 9. April 2011 erreichte er sein erstes Triple-Double mit 15 Punkten, 13 Rebounds und 13 Assists. Ein Jahr später am 14. März 2012 gelang ihm das zweite Triple-Double seiner Karriere. (15 Punkte, 10 Rebounds und 13 Assists) Im Juli 2013 wurde er via Amnestie-Klausel von den Bucks entlassen.
Am 26. Februar 2014 unterschrieb er einen 10-Tages-Vertrag bei den Washington Wizards. Nach einem zweiten 10-Tages-Vertrag und guten Leistungen, wurde Gooden für den Rest der Saison verpflichtet. Gooden blieb bis 2016 bei den Wizards danach wurde sein Vertrag nicht verlängert. Er fand danach kein NBA-Team mehr und beendete seine Karriere. In 790 NBA-Spielen erzielte Gooden 11,0 Punkte und 7,1 Rebounds pro Spiel.

## Persönliches
Goodens Mutter stammt aus Finnland. Sie lernte Goodens Vater kennen, als dieser professionellen Basketball in Finnland spielte. Gooden selbst betonte, die finnische Nationalmannschaft, während der Basketball-Weltmeisterschaft 2014 repräsentieren zu wollen. Es gelang ihm aber nicht rechtzeitig, den finnischen Pass zu erhalten.